# Mandaguaçu (kommun)
Mandaguaçu är en kommun i Brasilien.   Den ligger i delstaten Paraná, i den södra delen av landet, 900 km sydväst om huvudstaden Brasília. Antalet invånare är 19 784.
Följande samhällen finns i Mandaguaçu:
- Mandaguaçu

Trakten runt Mandaguaçu består till största delen av jordbruksmark. Runt Mandaguaçu är det tätbefolkat, med 790 invånare per kvadratkilometer.